# Синя айважива
Синята айважива (Alkanna tinctoria) е тревисто многогодишно растение от семейство Грапаволистни (Boraginaceae). Видът е застрашен в България, включен в Червената книга на България и в Закона за биологичното разнообразие.

## Разпространение
Разпространено по сухи и припечени каменливи места, рядко срещано (в България в Елховско, Харманлийско, Свиленградско и Струмската долина).